# Tomoka Shibasaki
Tomoka Shibasaki (?, 柴崎 友香, Shibasaki Tomoka; Osaka, 20 ottobre 1973) è una scrittrice giapponese.

## Biografia
Nata nel 1973 a Osaka, si è laureata all'Università della Prefettura di Osaka.
Ha esordito nella narrativa nel 2000 con il romanzo Kyō no dekigoto alla base del film A Day on the Planet uscito nel 2003 per la regia di Isao Yukisada.
Nel suo romanzo Giardino di primavera, insignito del Premio Akutagawa nel 2014, ha raccontato la solitudine e l'alienazione del protagonista Taro che vive a Tokyo in un grande condominio prossimo alla demolizione.
La sua opera Sia da addormentata che da sveglia, vincitrice del Noma Literary New Face Prize del valore di 1 milione di yen nel 2010,  è stata trasposta in pellicola cinematografica nel 2018 in Netemo sametemo conosciuto anche con il titolo internazionale Asako I & II, film in concorso al Festival di Cannes.

## Opere (parziale)
- Kyō no dekigoto (2000)
- Sono machi no ima wa (2006)
- Shotokatto (2007)
- Furutaimu raifu (2008)
- Hoshi no shirushi (2008)
- Dorīmāzu (2009)
- Sia da addormentata che da sveglia (Nete mo samete mo, 2010), Milano, Rizzoli, 2022 traduzione di Daniela Travaglini ISBN 9788817162654.
- Birijian (2011)
- Shudaika (2011)
- Watashi ga inakatta machi de (2012)
- Giardino di primavera (Haru no niwa, 2014), Roma, Atmosphere, 2022 traduzione di Roberta Lo Cascio ISBN 978-88-6564-399-0.
- Nijiiro to kun (2015)

## Premi e riconoscimenti
Noma Literary New Face Prize
- 2010 vincitrice con Sia da addormentata che da sveglia

Premio Akutagawa
- 2014 vincitrice con Giardino di primavera

## Adattamenti cinematografici
- A Day on the Planet (きょうのできごと) regia di Isao Yukisada (2003)
- Netemo sametemo (寝ても覚めても) regia di Ryūsuke Hamaguchi (2018)